# 大拜沙杜里贝罗
大拜沙杜里贝罗（葡萄牙語：Baixa Grande do Ribeiro）是巴西皮奥伊州的一个市镇。总面积7808.945平方公里，总人口10447人，人口密度1.3人/平方公里。